# Szczepanek (województwo opolskie)
Szczepanek (niem. Stephanshain) – wieś w Polsce położona w województwie opolskim, w powiecie strzeleckim, w gminie Strzelce Opolskie.
W latach 1975–1998 miejscowość położona była w województwie opolskim.

## Zabytki
Do wojewódzkiego rejestru zabytków wpisany jest:
- kościół fil. pw. Nawiedzenia NMP, drewniany, z 1668 r., 1962 r.